# رونالد غونزاليس (لاعب كرة قدم)
رونالد غونزاليس (بالإسبانية: Ronald González Tabilo)‏ هو لاعب كرة قدم تشيلي في مركز نصف الجناح، ولد في 17 أكتوبر 1990 في أنتوفاغاستا في تشيلي. شارك مع منتخب تشيلي لكرة القدم. أما مع النوادي، فقد لعب مع ديبورتيس أنتوفاغاستا.

## وصلات خارجية
- رونالد غونزاليس (لاعب كرة قدم) على موقع قاعدة بيانات كرة القدم.إي يو (الإنجليزية)
- رونالد غونزاليس (لاعب كرة قدم) على موقع ناشيونال فوتبول تيمز (الإنجليزية)
- رونالد غونزاليس (لاعب كرة قدم) على موقع Soccerway.com (الإنجليزية)
- رونالد غونزاليس (لاعب كرة قدم) على موقع عالم كرة القدم.نت (الإنجليزية)
- رونالد غونزاليس (لاعب كرة قدم) على موقع AS.com (الإسبانية)